# Marcela Hilgertová
Marcela Hilgertová (nacida Marcela Košťálová, 1962) es una deportista checoslovaca que compitió en piragüismo en la modalidad de eslalon.
Ganó dos medallas de bronce en el Campeonato Mundial de Piragüismo en Eslalon, en los años 1983 y 1989.
Su esposo Ivan Hilgert, sus cuñados Luboš Hilgert y Štěpánka Hilgertová, su hija Amálie y su sobrino Luboš compitieron en el mismo deporte.

## Palmarés internacional
| Campeonato Mundial | Campeonato Mundial          | Campeonato Mundial | Campeonato Mundial |
| Año                | Lugar                       | Medalla            | Competición        |
| ------------------ | --------------------------- | ------------------ | ------------------ |
| 1983               | Merano (Italia)             | Medalla de bronce  | K1 por equipos     |
| 1989               | Río Savage (Estados Unidos) | Medalla de bronce  | K1 por equipos     |